# Васај-Вирар
Васај-Вирар је град у Индији у држави Махараштра. Према незваничним резултатима пописа 2011. у граду је живело 1.221.233 становника.

## Становништво
Према незваничним резултатима пописа, у граду је 2011. живело 1.221.233 становника.
| 2011.     |
| --------- |
| 1.221.233 |